# Bunkyū
Bunkyū (japanisch 文久) ist eine japanische Ära (Nengō) von März 1861 bis März 1864 nach dem gregorianischen Kalender. Der vorhergehende Äraname ist Man’en, die nachfolgende Ära heißt Genji. Die Ära fällt in die Regierungszeit des Kaisers (Tennō) Kōmei.
Der erste Tag der Bunkyū-Ära entspricht dem 29. März 1861, der letzte Tag war der 26. März 1864. Die Bunkyū-Ära dauerte vier Jahre oder 1094 Tage.

## Ereignisse
- 1861 Tsushima-Zwischenfall, Ankunft der russischen Korvette Posadnik
- 1861 Tōzen-ji-Zwischenfall (東禅寺事件), Überfall auf eine britische Gesandtschaft
- 1862 Takenouchi-Mission
- 1862 Erster Teradaya-Vorfall
- 1862 Anschlag am Sakashita-Tor (坂下門外の変) des Edo-jō, sechs Rōnin aus der Provinz Mito attackieren Andō Nobumasa, der verletzt überlebt
- 1862 Prinzessin Kazu no Miya (Kazu-no-miya Chikako naishinnō) heiratet Tokugawa Iemochi, Shōgun des Tokugawa-Shōgunats
- 1862 Die heute noch existierende Firma Funasa, die auf Tsukudani (in Sojasoße eingelegte Meeresfrüchte) spezialisiert ist, wird in Taitō gegründet
- 1862 Bunkyū-Reformen
- 1862 Namamugi-Zwischenfall
- 1863 Ermordung von Anegakōji Kintomo (Anschlag am Sakuhei-Tor (朔平門外の変))
- 1863 Anglo-Satsuma-Krieg (薩英戦争) auf Kagoshima
- 1863 Tenchūgumi-Zwischenfall (天誅組の変)
- 1863 Idogaya-Zwischenfall, Rōnin und Sonnō-jōi-Anhänger töten in Idogaya (heute in Yokohama) einen französischen Offizier
- 1863 Ikono-Aufruhr (生野の変) von Sonnō-jōi-Anhängern in der Provinz Tajima